# 神谷明彦
神谷 明彦（かみや あきひこ、1959年8月24日 - ）は、日本の政治家。元愛知県東浦町長（3期）。

## 経歴
愛知県知多郡東浦町生路に生まれる。東浦町立東浦中学校、愛知県立刈谷高等学校卒業。1982年3月、東北大学理学部化学科卒業。1984年、東北大学大学院理学研究科修了。同年、富士写真フイルム株式会社に就職。感光性高分子化合物の開発研究に従事した。
1989年、帰郷し、大生紡績株式会社入社。代表取締役を務める。
1999年、東浦町議会議員に初当選。3期務める。
2011年、東浦町長選挙に立候補し、現職の井村徳光を破り初当選。
2015年、無投票で再選。2019年、無投票で3選。

## 政策・主張
- 2020年4月28日、新型コロナウイルス感染症の影響で売上げが減少した町内の中小事業者に家賃の補助金を支給すると発表した。2～6月のうち、いずれかの連続2か月間で前年同月比の売上げが30％以上減少した事業者が対象。減少額が30％以上では20万円を、50％以上では30万円を上限として、事業所の家賃の半額を補助する。また、飲食店に対して、宅配、テイクアウトへ転換する費用の一部を補助する[6][7][8]。
- 同年6月9日、コロナウイルス対策の財源に充てるため、自身の7月から2021年3月までの月額給与を10％減額する条例案を町議会定例会に提出した[9][10]。